# Valentino Scotta
Valentino Fattore Scotta, más conocido como Valentino Scotta, (Buenos Aires, Argentina, 10 de agosto de 2001) es un futbolista hispanoargentino que juega en el Aris Salónica de la Superliga de Grecia como lateral derecho.

## Carrera
Tras una etapa en el club sevillano A.D. Nervión a los ocho años de edad pasa a formar parte de los escalafones inferiores del Sevilla FC, más concretamente en la categoría de benjamines, en 2009.
En la temporada 2017/18 participó en 4 partidos de la UEFA Youth League y en la siguiente temporada alterna partidos en diferentes categorías del club hispalense. Así participó en los Juveniles, Sevilla FC C y el Sevilla Atlético. Esa misma temporada es convocado por el primer equipo para jugar el Trofeo Antonio Puerta contra el Schalke 04 en el que llegó a debutar.
En la temporada 2019/20 pasa a formar parte del Sevilla Atlético. Debutó con el primer equipo la siguiente Temporada, en partido oficial el 21 de diciembre de 2021 en el empate a uno del equipo hispalense y el FC Barcelona en liga.
A inicios de la temporada 2023-24 ficha por el Aris Salónica de la Superliga de Grecia.

## Clubes
A último partido jugado el 2 de junio de 2024
| Club             | País   | Periodo       | Partidos (goles) |
| ---------------- | ------ | ------------- | ---------------- |
| Sevilla FC C     | España | 2018-2019     | 8(1)             |
| Sevilla Atlético | España | 2019-2023     | 77(9)            |
| Sevilla FC       | España | 2021-2023     | 1(0)             |
| Aris Salónica    | Grecia | 2023-Presente | 8(1)             |

### Selección nacional
Ha sido una vez internacional con la Selección de fútbol sub-19 de España en un partido contra la selección italiana.

## Vida personal
Es nieto de Héctor Scotta, delantero argentino, que participó en 130 partidos con el Sevilla FC, en los que marcó 74 goles.